# Discours du Trône
Pour les articles homonymes, voir Trône (homonymie).

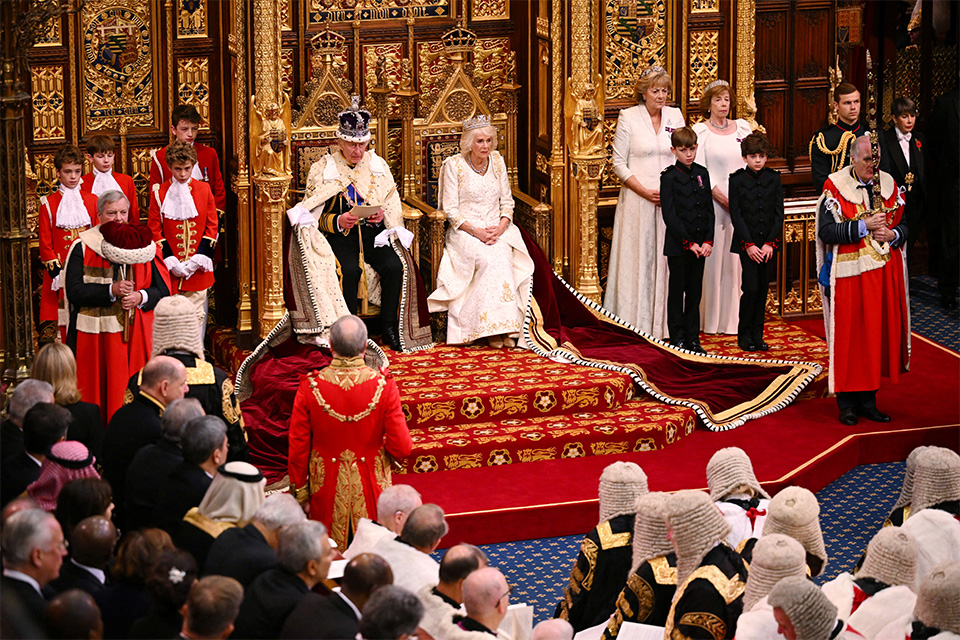
Le roi Charles III (roi du Royaume-Uni) et la reine Camilla lors du discours du Trône de 2023.

Le discours du Trône, également appelé discours du roi ou de la reine et discours de la Couronne, est un événement dans certaines monarchies durant lequel le monarque ou son représentant lit un discours aux membres du Parlement sur le programme du gouvernement pour la session parlementaire qui s'ouvre. Cet événement est généralement annuel mais, dans certaines juridictions, il peut avoir lieu plus ou moins souvent en fonction du calendrier parlementaire.
Historiquement, le discours du Trône sert au monarque à annoncer ses priorités politiques. Dans les monarchies constitutionnelles actuelles, le monarque ou son représentant lit un discours préparé par le gouvernement. Certaines républiques ont adopté une pratique similaire dans laquelle le chef d'État, généralement le président, s'adresse à la législature, comme le discours sur l'état de l'Union aux États-Unis.

## Types de discours

### Commonwealth

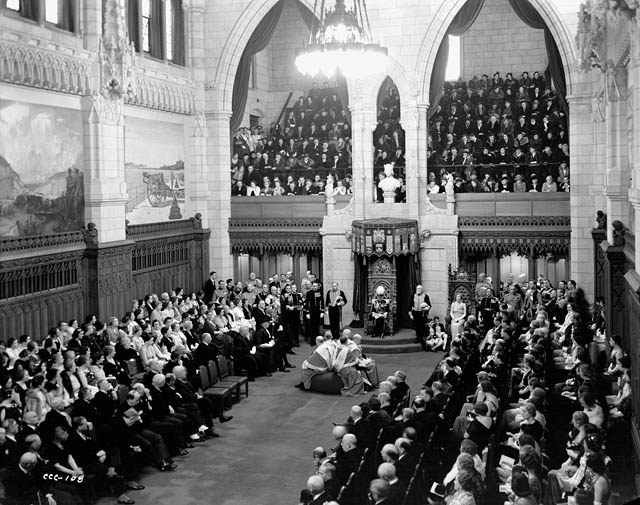
Le gouverneur général du Canada lisant le discours du Trône au Parlement en 1938.

Dans les royaumes du Commonwealth, le discours du Trône est prononcé devant la législature (les deux chambres du Parlement bicaméral ou la chambre unique du Parlement monocaméral) au cours d'une cérémonie marquant l'ouverture du Parlement. Le discours est écrit par le Cabinet, avec ou sans la participation de l'orateur, et il décrit le programme législatif pour la session parlementaire qui s'ouvre.
Dans les royaumes autres que le Royaume-Uni, le discours est généralement prononcé par le représentant du monarque, soit le gouverneur général. Cependant, si le monarque est présent dans le pays au moment approprié, le gouvernement fait en sorte que celui-ci lise lui-même le discours du Trône. Ainsi, la reine Élisabeth II a lu le discours du Trône à deux reprises au Canada, à deux reprises en Australie et à sept reprises en Nouvelle-Zélande. Le roi Charles III a lu le discours du Trône canadien en 2025.
Dans chaque province du Canada, le discours est lu par le lieutenant-gouverneur devant l'assemblée législative provinciale. L'Assemblée nationale du Québec a modifié la coutume du discours du Trône : à l'ouverture d'une législature, le lieutenant-gouverneur du Québec lit une brève allocution protocolaire, puis le Premier ministre présente un discours d'ouverture couvrant les matières que l'on retrouverait dans les discours du Trône dans les autres provinces et au Parlement fédéral.
À la suite du discours du Trône, les chambres du Parlement se reconstituent afin de débattre une motion, formellement pour remercier le souverain ou son représentant pour le discours ; or, le débat examine en détail le programme législatif, et si le gouvernement devait perdre le vote sur cette motion dans la chambre basse, ceci entraînerait sa chute. Dans certaines assemblées, notamment la Chambre des communes et la Chambre des lords du Royaume-Uni ainsi que la Chambre des communes et le Sénat du Canada, le débat sur le discours du Trône est précédé par le dépôt d'un autre projet de loi purement symbolique (qui ne chemine pas plus loin) afin de faire valoir le droit de ces assemblées de considérer toute matière qu'elles désirent, et non seulement le programme présenté par la Couronne.

### Pays-Bas
Aux Pays-Bas, le discours du Trône a lieu le troisième mardi de septembre (Prinsjesdag) et est accompagné de la présentation du budget selon un protocole précis impliquant le Premier ministre, le monarque et le ministre des Finances.

### Norvège
En Norvège, le discours du Trône (appelé Trontalen ou encore  Hans Majestet Kongens tale til det (nr). Storting ved dets åpning) se déroule chaque automne pour l'ouverture de la session annuelle du Storting. Ce discours est inscrit dans la Constitution norvégienne. Il expose la politique du gouvernement et les grandes lignes du travail que ce dernier compte mener pour l'année à venir. À la suite du discours du roi, le Premier ministre prend la parole pour ce qui est appelé Melding om rikets tilstand, où il expose un résumé des actions et de la politique du gouvernement au cours de l'année passée. À la suite de ces deux discours, a lieu un débat appelé Trontaledebatten ou encore Opposisjonens debatt.